# Digama duberneti
Digama duberneti là một loài bướm đêm thuộc phân họ Arctiinae, họ Erebidae.